# Гасанов Самір Назімович
Самі́р Назі́мович Гаса́нов (нар. 9 вересня 1967, Кіровоград, СРСР) — радянський та український футболіст, що виступав на позиції півзахисника. Найбільше відомий завдяки виступам у складі кіровоградської «Зірки», футбольного клубу «Олександрія» та низки інших футбольних клубів. Після завершення кар'єри футболіста перейшов на тренерську роботу. Виконував обов'язки головного тренера тернопільської «Ниви» та кіровоградської «Зірки».

## Життєпис
Самір Гасанов народився у Кіровограді, де й почав займатися футболом у місцевій ДЮСШ під керівництвом Віктора Третякова. Певний час виступав за дубль бакинського «Нефтчі» та молодіжну збірну Азербайджанської РСР, проте у іграх команд майстрів дебютував у кіровоградській «Зірці» у 1989 році. В складі кіровоградського клубу Гасанов провів п'ять з половиною сезонів, зігравши майже півтори сотні матчів та забивши 16 м'ячів. У сезоні 1993/94 не без його допомоги «Зірка» здобула бронзу другої ліги чемпіонату України та отримала право на підвищення у класі.
Після відставки Іллі Близнюка у червні 2013 року очолив «Зірку» як виконувач обов'язків головного тренера.
20 жовтня 2014 року Саміра Гасанова призначили виконувачем обов'язків головного тренера «Зірки».
1 грудня 2016 року став спортивним директором тернопільської «Ниви».
З весни 2019 року працює головним тренером кропивницької «Зірки».

## Досягнення
- Переможець першої ліги чемпіонату України (1): 2002/03
- Бронзовий призер другої ліги чемпіонату України (1): 1993/94
- Переможець перехідної ліги чемпіонату України (1): 1993/94